# 二鎮
二鎮，是臺灣臺南市官田區的一個傳統地域名稱，位於該區中西部，並向北延伸至邊界。相較於今日行政區，其範圍大致為二鎮里西北半部。
本地區境內主要聚落為二鎮，官田工業區位於本地區。

## 歷史
台灣日治初期，二鎮地區為一街庄，稱為「二鎮庄」（舊制街庄），隸屬於赤山堡。該庄昔日北與中社庄為鄰，東邊北側一小段與七甲庄為鄰，東邊其餘部分及南邊東段與角秀庄為鄰，南邊西段為番仔田庄，西邊為三結義庄、南廍庄。
1901年（日治明治三十四年）11月11日，全台廢縣廳改設二十廳，該庄隸屬於鹽水港廳。1904年（明治三十七年）4月1日，該庄編入「官佃區」，隸屬於鹽水港廳。1906年（明治三十九年）4月1日，鹽水港廳內管轄區域調整，該庄仍隸屬於官佃區。1909年（明治四十二年）10月25日，全台合併二十廳為十二廳，官佃區改隸屬於臺南廳。1920年（大正九年）10月1日，全台地方制度大改正，廢十二廳改設五州二廳，該庄改制為「二鎮」大字，隸屬於臺南州曾文郡官田庄（新制街庄）。
戰後官田庄改制為官田鄉，隸屬於臺南縣，大字亦改制為村。1950年（民國39年）10月25日，雲、嘉、南分治，官田鄉仍隸屬於臺南縣。2010年（民國99年）12月25日，臺南縣、市合併為直轄臺南市，官田鄉改制為官田區，村亦改制為里。

## 聚落
本地區發展較早的聚落為二鎮，在日治期初期的官方地圖上已有記載。

## 交通
台鐵縱貫線是台灣西部南北向鐵路幹線，經過本地區西部邊界地帶。最近的車站在北側為林鳳營車站，在南側為隆田車站。前者屬「甲種簡易站」，僅停靠區間車；後者屬二等站，停靠大部分莒光號、區間快車及全部區間車；由此等可前往台鐵沿線各站。
區道南113線是二鎮至廳太的道路，其北側端點（起點）位於本地區主聚落東北側的區道318線路口。
區道南114線是隆田至湖山的道路，經過本地區官田工業區及主聚落。
區道南318線是葫蘆埤至嘉南的道路，經過本地區官田工業區暨主聚落北側。

## 公務機關
- 勞動部勞動力發展署雲嘉南分署
- 臺南市政府消防局第二大隊官田消防分隊

## 產業
- 官田工業區